# لاين أندرسون
لاين أندرسون (بالإنجليزية: Iain Anderson)‏ (23 يوليو 1977 بغلاسكو في المملكة المتحدة - ) هو لاعب كرة قدم بريطاني في مركز الوسط. شارك مع منتخب اسكتلندا تحت 21 سنة لكرة القدم. أما مع النوادي، فقد لعب مع بريستون نورث إيند وغريمسبي تاون ونادي ترانمير روفرز لكرة القدم ونادي تولوز ونادي دندي ونادي روس كاونتي ونادي سانت ميرين وإلغين سيتي ‏ ونادي آير يونايتد ونادي كلايدبانك ‏.

## وصلات خارجية
- لاين أندرسون على موقع قاعدة بيانات كرة القدم.إي يو (الإنجليزية)
- لاين أندرسون على موقع Soccerbase.com (لاعب) (الإنجليزية)